# NXT UK Tag Team Championship
Die NXT UK Tag Team Championship (zu deutsch NXT Britische Meisterschaft der Tag Teams) war ein Tag Team Wrestling-Titel der US-amerikanischen Promotion World Wrestling Entertainment (WWE). Der Titel wurde hauptsächlich an männliche Tag Teams des NXT UK-Rosters vergeben.
Der Titel wurde am 18. Juni 2018 eingeführt und die ersten Titelträger waren James Drake und Zack Gibson. Am 4. September 2022 wurde bei Worlds Collide der Titel mit der NXT Tag Team Championship vereinigt, wodurch der Titel offiziell eingestellt wurde und das Team von Brooks Jensen und Josh Briggs als letzter Titelträger anerkannt wurde.

## Geschichte
Die Meisterschaft wurde am 18. Juni 2018 angekündigt. Bei der Aufzeichnung am 14. Oktober 2018 von NXT UK enthüllte Johnny Saint und Triple H das Titelgürtel Design. Ein Turnier fand am 24. und 25. November 2018, Ausstrahlung am 2. und 9. Januar 2019, bei NXT UK statt. Am 12. Januar 2019 bei NXT UK TakeOver: Blackpool durften James Drake und Zack Gibson gegen Trent Seven und Tyler Bate (Moustache Mountain) das Finale dieses Turniers um den Titel gewinnen. Dadurch wurde sie die ersten NXT UK Tag Team Champions.

## Liste der Titelträger
| # | Titelträger                                              | Nr. | Tage | Datum             | Ort                | Veranstaltung       | Anmerkung |
| - | -------------------------------------------------------- | --- | ---- | ----------------- | ------------------ | ------------------- | --- |
| 1 | James Drake und Zack Gibson (Grizzled Young Veterans)    | 1   | 231  | 12. Januar 2019   | Blackpool, England | TakeOver: Blackpool | Gewannen das Turnier um die ersten Champions zu werden, hierfür besiegten sie Moustache Mountain Trent Seven und Tyler Bate. |
| 2 | Morgan Webster und Mark Andrews (South Wales Subculture) | 1   | 34   | 31. August 2019   | Cardiff, Wales     | TakeOver: Cardiff   | Dies war ein Triple Threat Tag Team Match, an dem auch Gallus Mark Coffey & Wolfgang beteiligt waren. |
| 3 | Mark Coffey und Wolfgang (Gallus)                        | 1   | 510  | 4. Oktober 2019   | Brentwood, England | NXT UK              | Ausgestrahlt am 17. Oktober 2019. |
| 4 | Sam Stoker und Lewis Howley (Pretty Deadly)              | 1   | 287  | 25. Februar 2021  | London, England    | NXT UK              | |
| 5 | Trent Seven und Tyler Bate (Moustache Mountain)          | 1   | 175  | 9. Dezember 2021  | London, England    | NXT UK              | |
| 6 | Ashton Smith und Oliver Carter                           | 1   | 21   | 2. Juni 2022      | London, England    | NXT UK              | |
| — | Titel vakant                                             | —   | <10  | 23. Juni 2022     | London, England    | NXT UK              | Die Champions legten die Titel, aufgrund einer Verletzung von Smith nieder. |
| 7 | Brooks Jensen und Josh Briggs                            | 1   | 73   | 23. Juni 2022     | London, England    | NXT UK              | Dies war ein Fatal-Four-Way-Elimination-Tag-Team-Match um die vakanten Titel. An dem Match waren Teoman und Rohan Raja, Dave Mastiff und Jack Starz sowie Wild Boar und Mark Andrews beteiligt. |
| — | Titel vereinigt                                          | —   | —    | 4. September 2022 | Orlando, Florida   | Worlds Collide      | Elton Prince und Kit Wilson besiegten die NXT Tag Team Champions Brutus Creed und Julius Creed, Mark Coffey und Wolfgang und die NXT UK Tag Team Champions Brooks Jensen und Josh Briggs in einem a fatal Four-Way-Tag-Team-Elimination-Match um die NXT Tag Team Championship und die NXT UK Tag Team Championship zu vereinen. Die NXT UK Tag Team Championship wurde eingestellt und Brooks Jensen und Josh Briggs als letzter Champion anerkannt. Elton Prince und Kit Wilson wurden Unified NXT Tag Team Champions. |